# Dzwonnik trójsoplowy
Dzwonnik trójsoplowy, dzwonnik trójsoplowiec (Procnias tricarunculatus) – gatunek średniej wielkości ptaka z rodziny bławatnikowatych (Cotingidae), zamieszkujący Amerykę Centralną. Monotypowy.

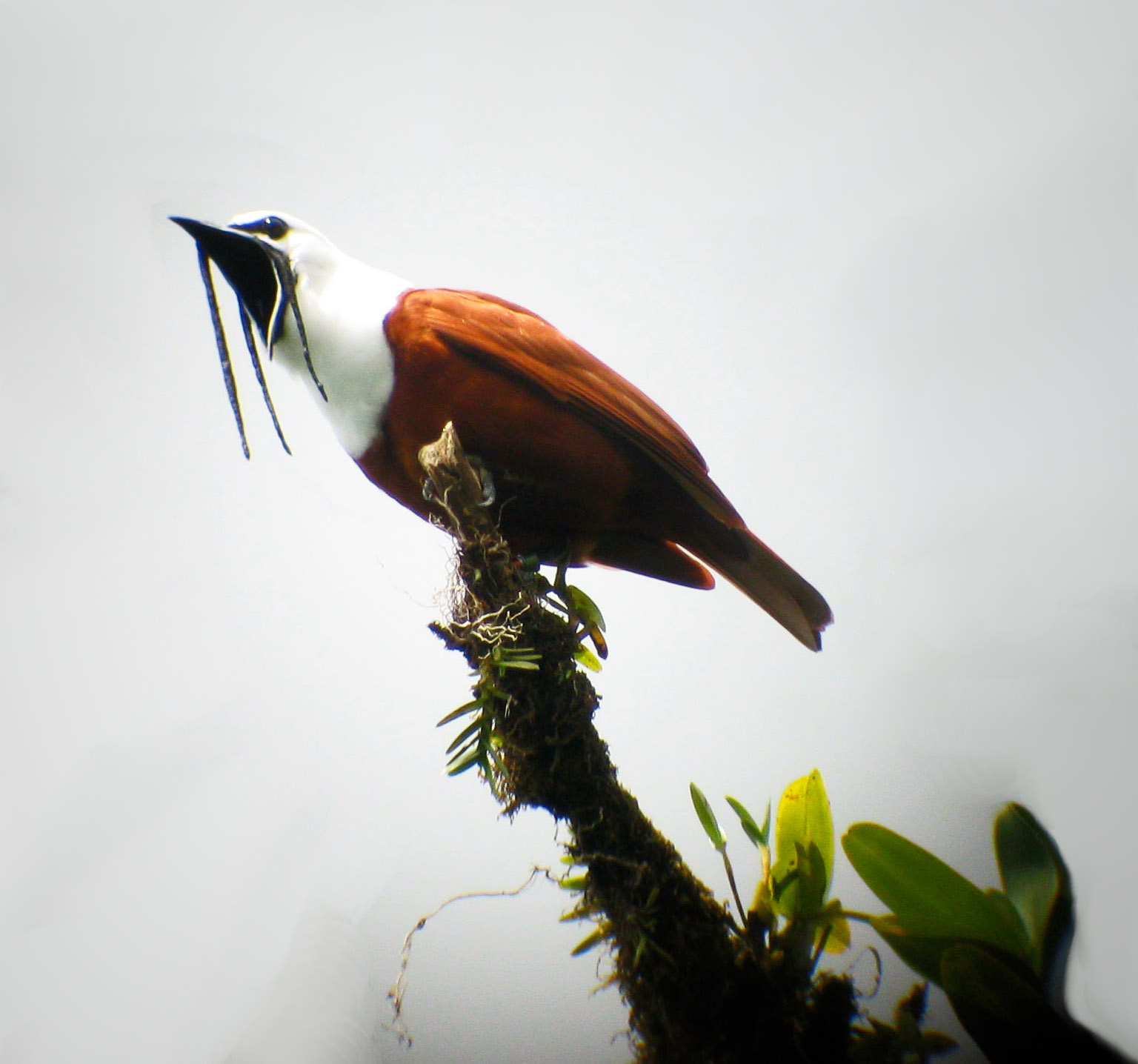
Samiec

MorfologiaDługość ciała 25–30 cm. Duży, silny bławatnik. Samiec – głowa, szyja, pierś białe; reszta upierzenia kasztanowata. U nasady bardzo szerokiego dzioba 3 długie, mięsiste wyrostki. Samica – oliwkowozielona, od spodu żółta, oliwkowo kreskowana.
Zasięg, środowiskoAmeryka Centralna – od wschodniego Hondurasu po Panamę (na wschód po półwysep Azuero). W sezonie lęgowym zamieszkuje górskie lasy, potem wędruje niżej.
ZachowanieZwykle spotykany pojedynczo, żeruje wysoko. Zrywa owoce w locie lub wyskubuje siedząc.
StatusMiędzynarodowa Unia Ochrony Przyrody (IUCN) uznaje dzwonnika trójsoplowego za gatunek narażony na wyginięcie (VU – Vulnerable) nieprzerwanie od 1994 roku. Całkowitą liczebność populacji szacuje się na 10–20 tysięcy osobników. BirdLife International ocenia trend liczebności populacji jako spadkowy ze względu na utratę i degradację siedlisk.